# Maison de Breuberg
La famille de Breuberg est une famille féodale et seigneuriale franconienne issue du Odenwald, descendante des seigneurs de Lützelbach, éteinte en 1323.

## Histoire
C'est autour de 1050 que le domaine de Höchst im Odenwald, qui avait été fondé en 755 par l'abbaye de Fulda, se sépare de celle-ci et que les abbés commendataires y installent les seigneurs de Lützelbach, qui possedaient déjà des alleux dans la région, en tant que baillis.
Ludovic de Luetzelbach était le premier ancêtre de la maison de Breuberg. Il est documenté en 1115, son descendant Winknand en 1160 suivi par son petit-fils Conradus, Reis de Lucelenbach, le père du premier Breuberg, Conrad Ier, mentionné en 1189. Aux alentours de 1200, Conrad Ier et ses descendants construisirent le château fort de Breuberg et désormais en prirent la possession et le nom. Grâce au mariage de son fils Eberhard Ier avec Mechtilde (Elisabeth?), une des cinq héritières du gouverneur Gerlach II de Büdingen en 1239, les biens et intérêts de la famille s'accroissent aussi en Vettéravie, où les Breuberg  Arrois, Gerlach, Eberhard III et Conrad II (édificateur du Château Frankenstein) de Breuberg furent successivement gouverneurs de la Vettéravie. Tous trouvèrent leur dernier repos dans le monastère d'Ortenberg, auquel ils étaient très attachés et avaient fait plusieurs donations.
C'est sous Gerlach (1245-1306) et son fils Eberhard III que la seigneurie atteint sa plus grande extension territoriale, sa plus grande puissance et richesse. Sous le roi Rodolphe Ier de Habsbourg, les possessions des Breuberg s'agrandirent en 1282, avec le marché de  Selbold et la Monnaie de Gelnhausen. S'y ajoutèrent en 1297 la ville impériale de Mosbach, la Monnaie de Schwäbisch Hall, les terres de Köppern et les montagnes d'Oberrad en tant que fief impérial. Le zénith de cette extension de pouvoir culminait dans l'acquisition de la forteresse de Saalhof à Francfort, donnée par le roi Rodolphe Ier. L'empereur Louis IV reconfirme à Eberhard III de Breuberg en 1317 ces terres avec le village de Gründau ainsi que Saalhof avec les terres associées et les droits de pêche maritime.
Avec Eberhard III, le dernier représentant et porteur du nom, qui a également joué un rôle important dans la politique du Saint-Empire romain germanique, tout en étant aussi gouverneur de la Vettéravie et conseiller de l'empereur, la dynastie s'éteint en 1323. Les filles et héritières d'Eberhard étaient Elisabeth, mariée en 1321 au comte Rodolphe IV de Wertheim (1306-1355), et Luckarde (Lukardis, Lutgard) (* avant 1317, † après 1365), mariée en 1328 avec Gottfried von V. Eppstein († 1339).
Les seuls descendants en ligne directe sont aujourd'hui les vicomtes et barons de Frankenstein (Famille Frankenstein), par intermédiaire de Conrad II de Breuberg qui fut à la suite Conrad Ier de Frankenstein.

## Armoiries de la famille Breuberg

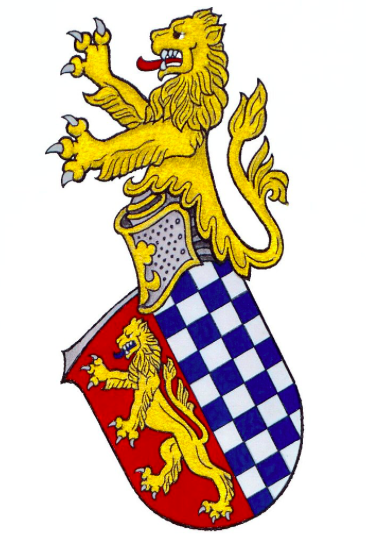
Armoiries originales des Breuberg
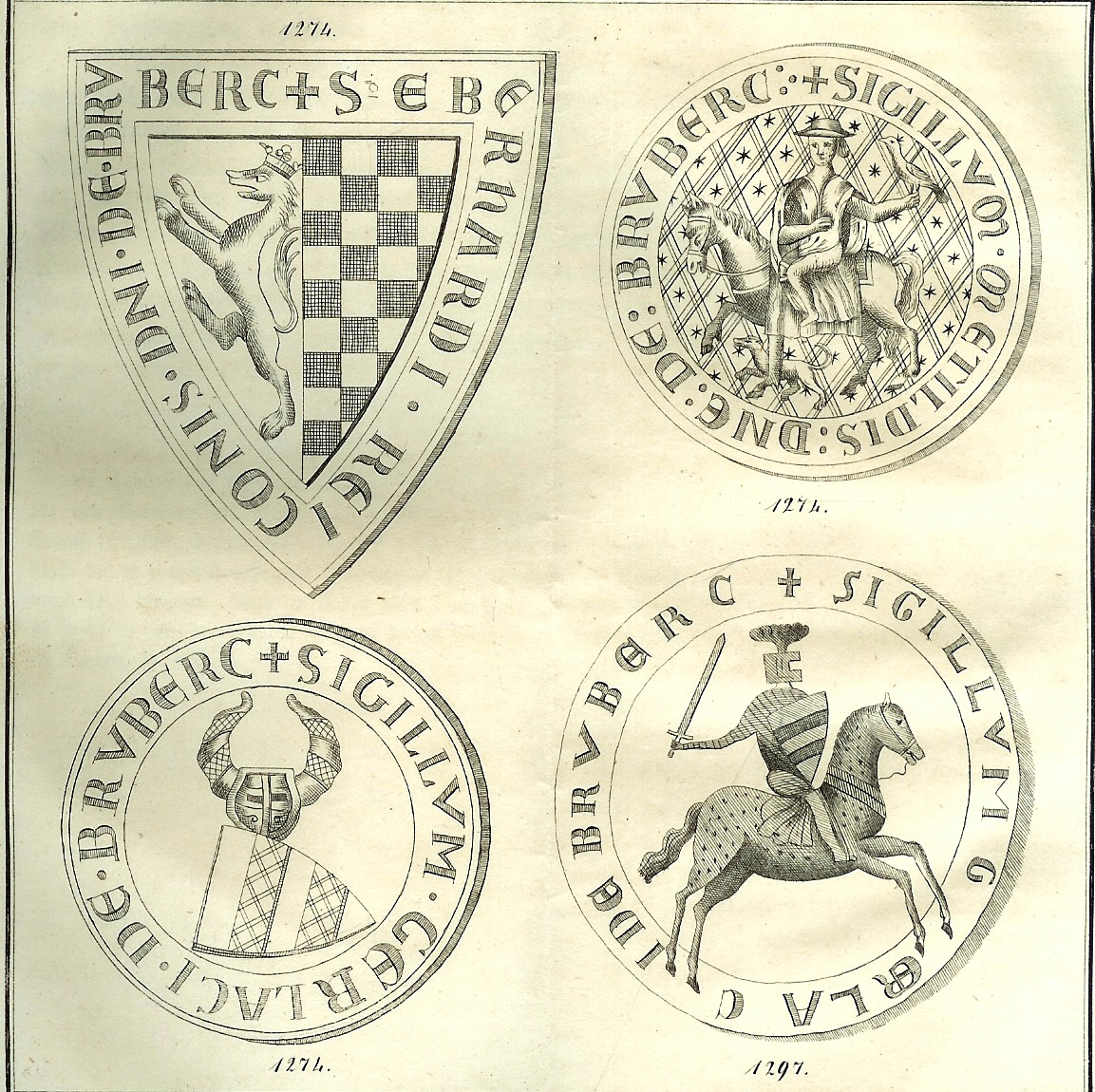
Divers sceaux seigneuriaux de la famille Breuberg
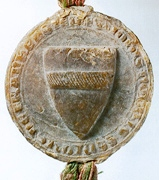
Sceau de Breuberg datant de 1291
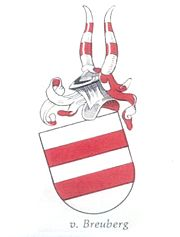
Blason de la seigneurie de Breuberg vers 1330–1350
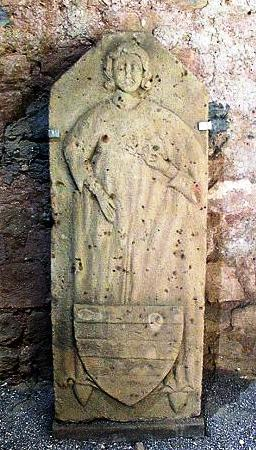
Pierre tombale de Gerlach de Breuberg
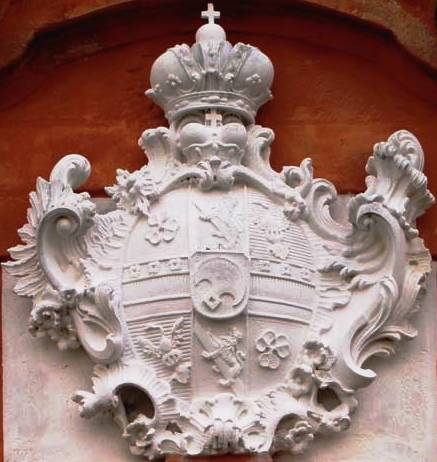
Armes de Philippe Antoine, Prince-Eveque de Bamberg
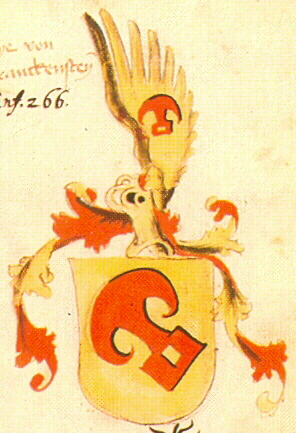
Armes de la famille Franckenstein dans le code Ingeram de 1459

## Personnalités
- Gerlach Ier de Breuberg (* 1245 †1306), gouverneur de la Vettéravie, gouverneur général de Thuringe et aide-de-camp du roi
- Conrad II de Breuberg († 1292), en tant que Conrad Ier  premier porteur du nom de Frankenstein et bâtisseur du Château Frankenstein
- Eberhard III de Breuberg († 1323), gouverneur de la Vettéravie
- Conrad Ier de Breuberg, premier porteur présumé du nom de Breuberg et constructeur du château de Breuberg

## Filiation
Ludovic Reis de Lucelenbach
1. Wiknand de Lützelbach († 1160)
  1. Albrecht de Lützelbach († 1180)

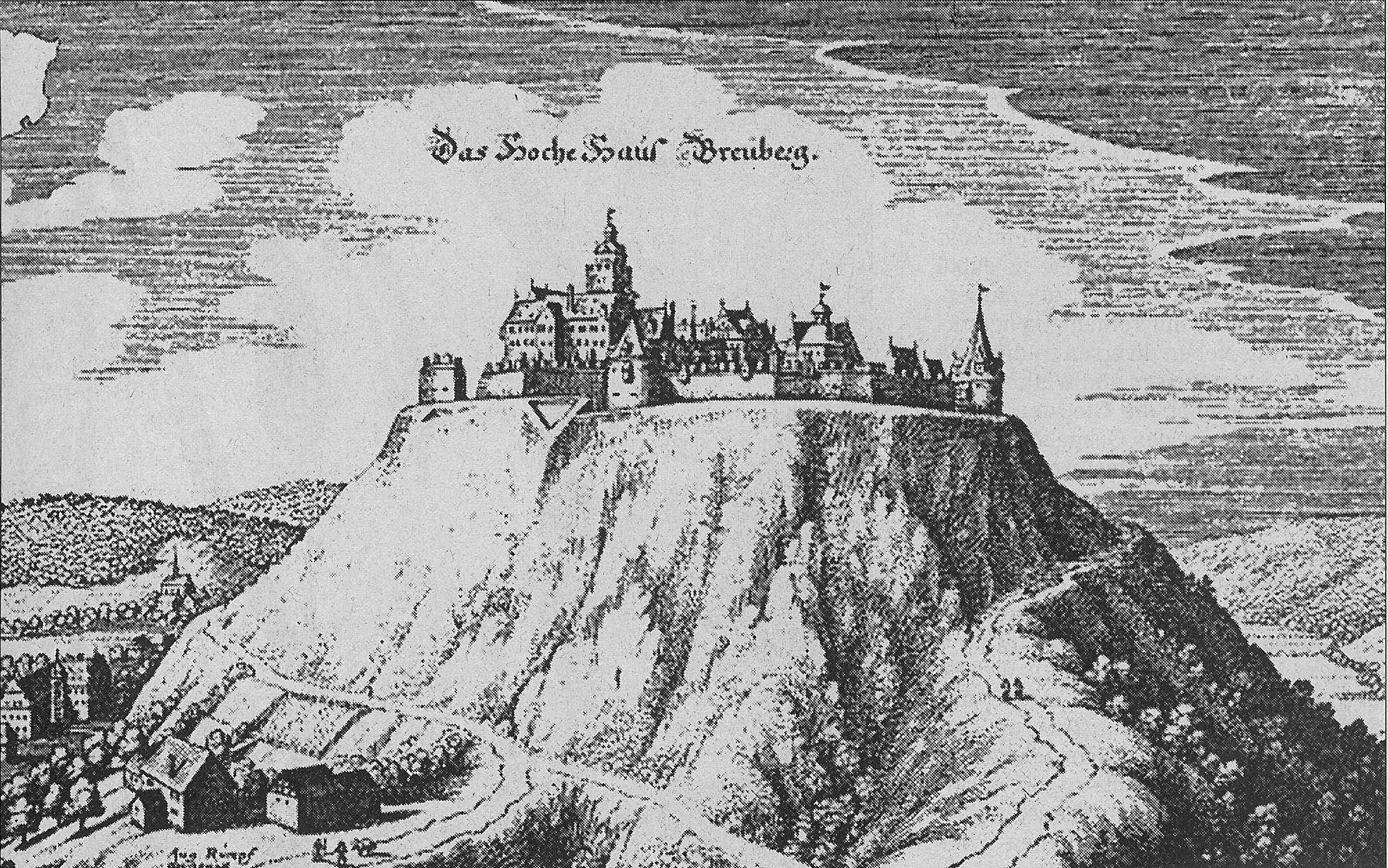
Château de Breuberg par Merian

  2. Konrad Reiz de Lützelbach (1178–1209)
    1. Konrad I. Reiz de Breuberg († 1242); oo Agnes von Jagesberg-Ebersberg († 1279)
      1. Eberhard I. Reiz de Breuberg († 1286); oo Elisabeth von Büdingen († 1274)
        1. Gerlach de Breuberg (né vers 1245; † 1306), gouverneur de la Vettéravie et de Thuringe, oo Lukardis von Eppstein
          1. Eberhard III. de Breuberg († 1323); oo Mechthild Comtesse de Waldeck-Pyrmont (Vers 1287 - après 1340)
            1. Gerlach
            2. Elisabeth († 1358); oo 1321 Graf Rudolf IV. von Wertheim (1305–1354)
            3. Lukard (Lutgard); I. oo 1326 Konrad VI. von Weinsberg († 1328); II. oo 1328 Gottfried V. von Eppstein

        2. Agnes (*?; † 10. Juli 1302) oo 1323 Eberhard V, Schenk von Erbach zu Erbach (* vor 1277, † vor 1303) Burg Kleinsteinbach
        3. Arrois de Breuberg (nach † 1324); oo Gisela von Falkenstein († 1314)
          1. Kunigunde (Chuntzinne) († 1358); oo vor 1324 Konrad V. von Trimberg
          2. Mechthilde (1317–1329), Abbesse

        4. Eberhard II. von Breuberg, Chanoine

      2. Sigebodo von Breuberg (*vor 1246), Chanoine
      3. Konrad II. Reiz de Breuberg (à la fois Konrad I. de Frankenstein) († 1264); oo Elisabeth von Weiterstadt

## Pour approfondir